# Resolució 2029 del Consell de Seguretat de les Nacions Unides
La Resolució 2029 del Consell de Seguretat de les Nacions Unides fou adoptada per unanimitat el 21 de desembre de 2011. El Consell apel·la al Tribunal Penal Internacional per a Ruanda per a l'enjudiciament dels presumptes responsables de genocidi i altres violacions greus del dret internacional humanitari comeses al territori de Ruanda i dels ciutadans ruandesos presumptament responsables de genocidi i altres violacions d'aquesta naturalesa, comeses al territori d'Estats veïns entre l'1 de gener i el 31 de desembre de 1994. En la mateixa, el Consell va decidir prorrogar el mandat de magistrats permanents del Tribunal Penal Internacional per a Ruanda membres de la Sala de Primera Instància fins al 30 de juny de 2012 o fins que concloguessin els judicis als quals havien estat assignats.